# Guglielmo Cappa
Guglielmo Cappa (Garlasco, 21 luglio 1844 – Roma, 1º settembre 1905) è stato un ingegnere italiano primo Capo del Servizio Materiale e Trazione delle Ferrovie dello Stato neo-costituite nel 1905.
Guglielmo Cappa nacque a Garlasco, in Provincia di Pavia il 21 luglio 1844. Frequentò la scuola superiore e il primo biennio dell'Università a Pavia. Conseguì la laurea in Ingegneria a Torino.
Nel 1871 venne assunto dalla Società Italiana per le Strade Ferrate Meridionali e fu impegnato nei lavori di costruzione della difficile linea tra L'Aquila e Sulmona. Divenne successivamente Capo della Divisione Trazione delle Strade Ferrate Calabro Sicule. Nel 1885 quando avvenne lo scorporo delle ferrovie siciliane con la costituzione della Rete Sicula a capo della quale venne posto Riccardo Bianchi, Cappa ne divenne il dirigente del Servizio Materiale e Trazione. Fu uno dei più tenaci e convinti promotori dell'istituzione del traghettamento nello Stretto di Messina che ebbe inizio alla fine del 1899.
L'opera dell'ingegnere Cappa fu determinante nella progettazione di nuove locomotive come le RS 300, divenute poi gruppo 410 FS, ma la sua opera principale furono le eccellenti locotender gruppo RS 400, progettate per la difficile linea Messina-Palermo con il suo impegnativo valico dei Peloritani, ma trasferite subito dopo la statalizzazione delle ferrovie a Milano dove svolsero un eccellente servizio suburbano.
Una caratteristica delle locomotive progettate dall'ingegnere Cappa era quella di adottare il meccanismo di distribuzione Walschaerts che sarà poi quello adottato nelle FS. Nel 1905 Riccardo Bianchi, direttore delle neo-costituite Ferrovie dello Stato lo volle a Roma alla direzione del Servizio Materiale e Trazione. Qui un tragico destino lo colse qualche mese dopo il suo insediamento: il 1º settembre del 1905 Cappa fu assassinato con un colpo di pistola alla testa, nel suo ufficio di via Boncompagni, dal sardo Giuseppe Cossu che imputava a Cappa la mancata promozione del figlio ferroviere dal ruolo di fuochista a quello di macchinista.
Guglielmo Cappa è il padre del più noto Giulio Cesare, pioniere del motorismo, fondatore dell'Aquila Italiana e ricordato tra i più geniali progettisti automobilistici e aeronautici italiani.